# بترل كبير الجناحين
بترل كبير الجناحين (الاسم العلمي: Pterodroma macroptera) هو نوع من فصيلة طيور بترل.